# Siegfried Thiele (Autor)
Siegfried Thiele (* 30. Juli 1934 in Dresden) ist ein deutscher Lehrer, Journalist und Publizist.

## Leben
Siegfried Thiele wurde als Sohn des Conférenciers Willy Thiele-Koch und der in Dänemark geborenen Weißnäherin Frida Davidsen geboren. Nach dem Abitur und einem Pädagogikstudium unterrichtete er zwei Jahrzehnte lang als Oberstufenlehrer die Fächer Deutsch, Geschichte und Geografie. Außerdem verfasste er seit Mitte der 1960er Jahre Filmkritiken für die Sächsischen Neuesten Nachrichten. Er war Mitglied der Zentralen Arbeitsgemeinschaft Filmklubs und mehrmaliger Mentor der Kinderjury beim Festival Goldener Spatz in Gera. Nach der Wende 1989 arbeitete er zunächst als Personalreferent im Dresdner Schulamt. Nach dem Abschied vom Berufsleben im Jahr 1992 verfasste Siegfried Thiele als freier Mitarbeiter zahlreiche kultur- und heimatgeschichtliche Beiträge für die Dresdner Neuesten Nachrichten. Seit 2000 ist er auch Buchautor und schreibt zur Kultur- und Heimatgeschichte Dresdens. Siegfried Thiele lebt in Dresden, ist verheiratet mit Gisela Thiele und hat zwei erwachsene Kinder sowie vier Enkelkinder.

## Werke
- Lingner, Pfund & andere Renner: Bekannte Gründer Dresdner Unternehmen. VUP, Dresden 2002.
- Dr. Esdens alte Kriminalfälle. VUP, Dresden 2003.
- Von Paukern und Pennälern: Aus Dresdner Schulen geplaudert zwischen Nachkrieg und Wende. Hochlandverlag Pappritz, Dresden 2005.
- 99 Dresdner Villen und ihre Bewohner. Hochlandverlag Pappritz, Dresden 2006.
- Mei scheenes Dräsdn: Witziges und Kurioses aus der guten alten Zeit. SDV Verlags GmbH, Dresden 2007.
- (mit Kurt-Joachim Lagler und Heinz Weise, Hg.) Dresdner Kuriosa: Merk- und denkwürdige Geschichten aus dem 20. Jahrhundert. VUP, Dresden 2008.
- Dresdens bunte Bühne. Hochlandverlag Pappritz, Dresden 2010.